# Ampère - Victor Hugo (métro de Lyon)
Pour les articles homonymes, voir Ampère (homonymie) et Victor Hugo (homonymie).
Ampère - Victor Hugo est une station de métro française de la ligne A du métro de Lyon, située rue Victor-Hugo, près de la place Ampère, sur la Presqu'île dans le 2e arrondissement au centre-ville de Lyon, préfecture de la région Auvergne-Rhône-Alpes.
Elle est mise en service en 1978, lors de l'ouverture à l'exploitation de la ligne A.

## Situation ferroviaire
La station Ampère - Victor Hugo est située sur la ligne A du métro de Lyon, entre le centre d'échanges de Perrache et la station Bellecour.

## Histoire
La station « Ampère - Victor Hugo » est mise en service le 2 mai 1978, lors de l'ouverture officielle de l'exploitation de la ligne A du métro de Lyon, de la station de Perrache à celle de Laurent Bonnevay - Astroballe.
Elle est construite, comme la ligne, dans un chantier à ciel ouvert rue Victor-Hugo à l'angle de la place Ampère et de la rue des Remparts-d'Ainay. Elle est édifiée suivant le plan général type de cette première ligne, deux voies encadrées par deux quais latéraux de 70 mètres de longueur, mais elle a la particularité d'avoir des quais très étroits en raison de la faible largeur de la rue. Il n'y a pas de personnel, des automates permettent l'achat et d'autres le compostage des billets. Le chantier comprend également le réaménagement en surface de la rue et de la place qui sont inaugurées en 1976.
En 2006, elle est équipée d'un ascenseur pour les personnes à mobilité réduite, mais il ne permet que l'accès sur le quai en direction Perrache, le manque de largeur n'ayant pas permis une installation du même type sur l'autre quai, et au mois de décembre des portillons d'accès sont installés dans les deux entrées.
En décembre 2013 ouvre le chantier pour la création de l'ascenseur qui doit permettre aux personnes à mobilité réduite l'accès du quai en direction de la station Bellecour. Le 7 février 2014 la découverte d'une mosaïque antique nécessite une fouille archéologique préventive prescrite par un arrêté de l'État. Le creusement pour l'ascenseur se poursuit mais avec des moyens adaptées à la cette situation particulière. Fin février la dépose des mosaïques est en cours ce qui va permettre le redémarrage des travaux pour la création de l'ascenseur. Ce nouvel ascenseur est inauguré le 31 mars 2015 et une exposition permanente présentant les découvertes archéologiques de ce chantier et l'histoire gallo-romaine du site est installée sur le quai direction Vaulx-en-Velin - La Soie.

## Service des voyageurs

### Accueil
La station compte deux accès, un par sens, place Ampère pour la direction de Vaulx-en-Velin - La Soie et rue des remparts d'Ainay pour la direction Perrache. Elle dispose dans chacun des accès de distributeur automatique de titres de transport et de valideurs couplés avec les portillons d'accès. Elle dispose aussi d'un escalier servant uniquement de sortie en extrémité sud du quai de la direction Perrache.

### Desserte
Ampère - Victor Hugo est desservie par toutes les circulations de la ligne.

### Intermodalité
Un arrêt d'autobus du réseau Transports en commun lyonnais (TCL), de la ligne S1, sur la direction de Confluence - Rambaud uniquement, est dans son environnement proche.
Outre les rues et places avoisinantes, elle permet de rejoindre à pied différents sites, notamment : le Musée des Tissus et des Arts décoratifs et la Basilique Saint-Martin d'Ainay.

## Archéologie
Lors de la construction de la station, des mosaïques gallo-romaines ont été découvertes près de la place Ampère,. L'une d'entre elles est exposée sur l'un des murs de la station Bellecour, l'autre au musée gallo-romain de Fourvière,. Plus de 30 ans plus tard, entre février et mars 2014, à l'occasion de la création d'un ascenseur pour la desserte d'un quai de la station une fouille préventive permet notamment de dégager de nombreuses pièces antiques dont trois importantes mosaïques provenant de la même domus datée du Ier siècle de notre ère et l'étude conclut également à l'importance du potentiel archéologique du sous-sol des habitations voisines,. Du Moyen Âge jusqu'à l'aménagement de la presqu'île au XVIIIe siècle par l'ingénieur Antoine Michel Perrache, le site fut mis en culture ce qui est visible par les tranchées creusées à travers les fondations de la domus.